# Blakea nodosa
Blakea nodosa är en tvåhjärtbladig växtart som beskrevs av John Julius Wurdack. Blakea nodosa ingår i släktet Blakea och familjen Melastomataceae. Inga underarter finns listade i Catalogue of Life.